# Melba Liston
Melba Liston (13. ledna 1926 – 23. dubna 1999) byla americká jazzová pozounistka, skladatelka a aranžérka.
Narodila se v Kansas City v Missouri a svůj první pozoun dostala v sedmi letech. Když jí bylo deset, rodina se usadila v Los Angeles, kde se přátelila mimo jiné s Dexterem Gordonem a Ericem Dolphym. Profesionální kariéru zahájila v roce 1943 v big bandu trumpetisty Geralda Wilsona, s nímž hrála následujících pět let. Poté působila v big bandu Dizzy Gillespieho, hrála s Countem Basiem a Billie Holidayovou. Později přes čtyřicet let spolupracovala s klavíristou Randym Westonem. Během své kariéry hrála s mnoha dalšími hudebníky, mezi něž patří Art Blakey, Milt Jackson a Quincy Jones. V roce 1985 prodělala mozkovou mrtvici a zbytek života strávila upoutána na invalidní vozík. Od té doby se již nevěnovala aktivnímu hraní, ale pokračovala v aranžování hudby pro jiné. Zemřela v Los Angeles po sérii mozkových mrtvic ve věku 73 let.
V roce 1987 získala cenu NEA Jazz Masters.